# Rudolfovo (Cerknica, Slovenija)
Rudolfovo je naselje u slovenskoj Općini Cerknici. Rudolfovo se nalazi u pokrajini Notranjskoj i statističkoj regiji Notranjsko-kraškoj. 

## Stanovništvo
Prema popisu stanovništva iz 2002. godine naselje je imalo 12 stanovnika.